# Mosteiro Pažaislis

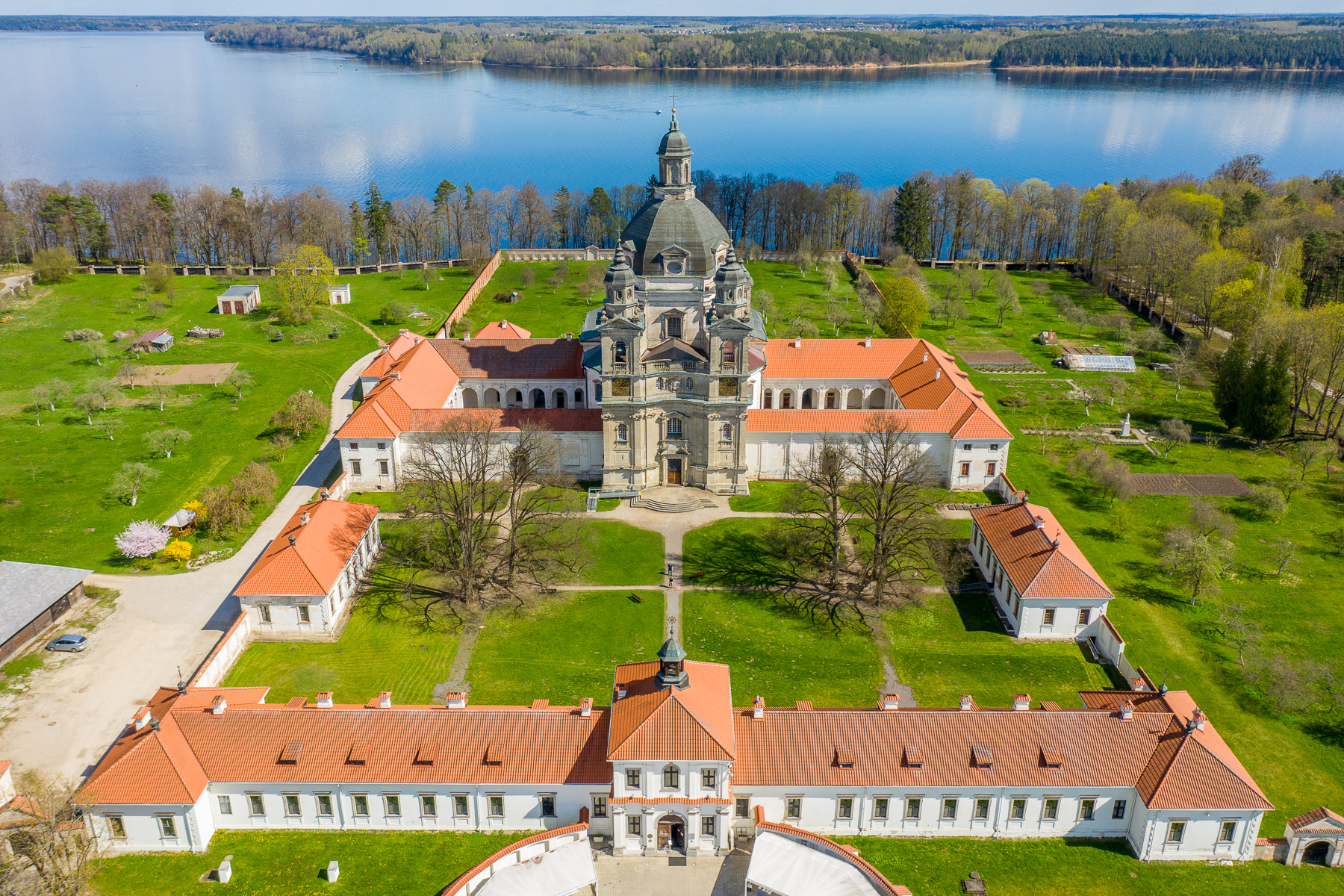
Mosteiro Pažaislis

Igreja e monastério Pažaislis, Kaunas, Lituânia.

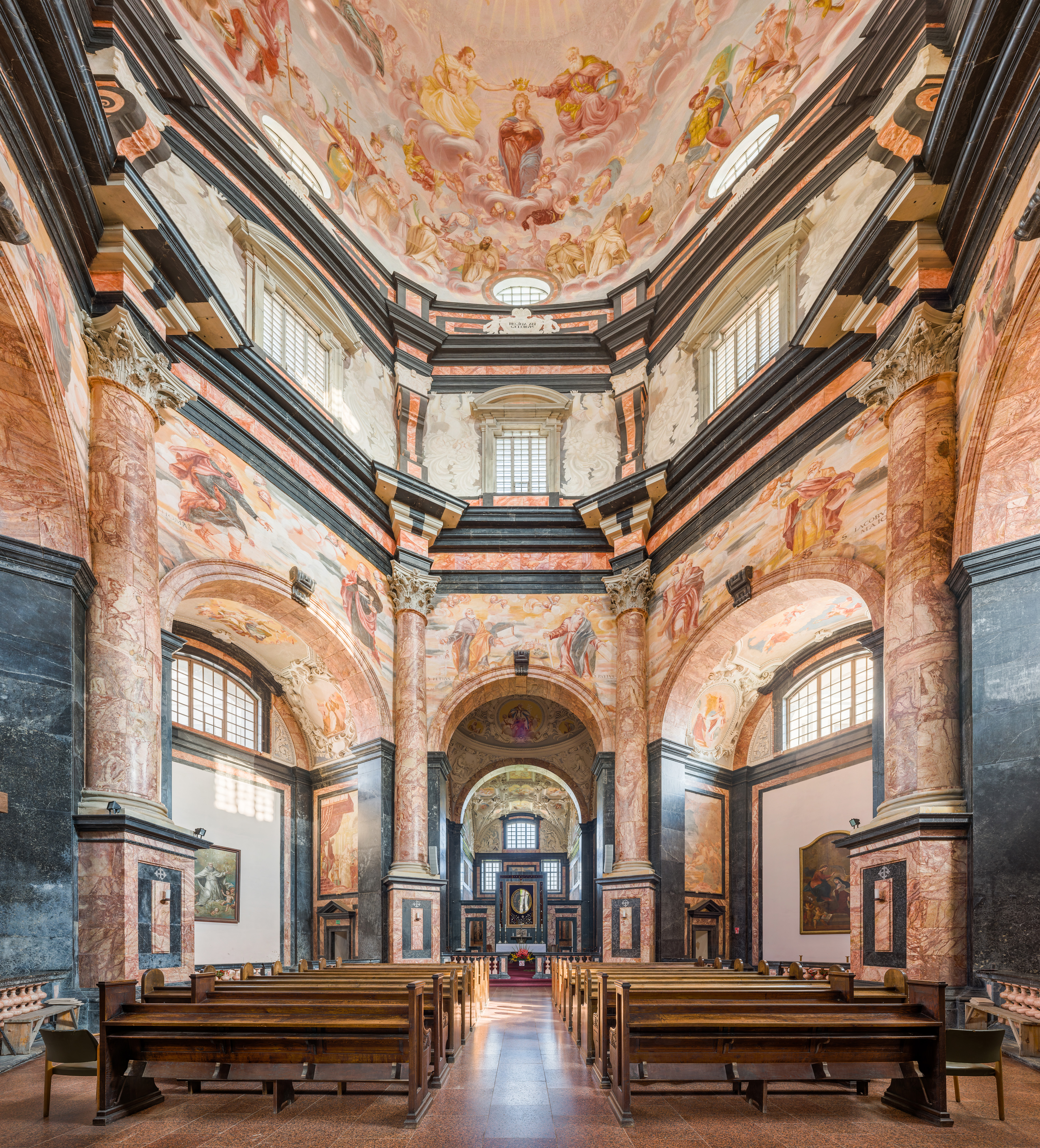
Interior da igreja Pažaislis.

O Monastério e Igreja Pažaislis ou Mosteiro e Igreja Pažaislis (em limburguês:  Pažaislio vienuolynas) formam um grande complexo arquitetônico na Lituânia e é um dos mais magníficos exemplos da arquitetura barroca italiana da Europa Oriental. Está situado próximo a Kaunas, a segunda maior cidade da Lituânia, em uma península no Lago Kaunas (lituano: Kauno marios), o maior lago artificial da Lituânia criado em 1959 no rio Neman, perto do Kaunas Yacht Club. 

## História
Fundado em 1662 pelo Grão-chanceler Krzysztof Zygmunt Pac para a Ordem religiosa beneditina dos Camaldulenses. A construção de seu edifício principal durou até 1674 e posteriormente concluída em 1712. A igreja foi projetada por Pietro Puttini e a sua construção esteve sob a supervisão de Carlo e Pietro Puttini, Giovanni Battista Frediani. As torres e o domo foram erguidos após 1755 e inaugurados pelo tesoureiro do rei Michał Jan Pac.
Em 1832 a igreja foi fechada pelo Império Russo e depois transformada em uma igreja ortodoxa. Após 1920, a igreja em ruínas retornou aos católicos romanos e foi restaurada pelas irmãs do convento lituano de São Casemiro. Depois da Segunda Guerra Mundial, as autoridades soviéticas transformaram a igreja e o monastério em um depósito de arquivos, em um hospital psiquiátrico e finalmente em uma galeria de arte (em 1966). Na década de 1990 o complexo foi reformado pelas freiras do convento e o trabalho de reconstrução foi iniciado.

## Festival de música
Hoje o local é palco do "Festival Anual Internacional de Música Pažaislis". Iniciado em 1996 e atualmente com a duração dos três meses do verão e oferecendo cerca de 30 concertos diferentes. O festival foi visitado duas vezes pelo Lord Yehudi Menuhin. Ele oferece música clássica da Europa de diversos gêneros e estilos, abrangendo clássicos que vão desde Wolfgang Amadeus Mozart até o ABBA. Alguns concertos têm entrada franca, e a maioria deles tem preços acessíveis (de 6 a 10 litas ou o equivalente a 2 ou 3 dólares americanos). Hoje em dia os concertos acontecem em diferentes pontos da Lituânia (como no castelo de Kaunas, na Universidade de Klaipėda, ou até mesmo no Aeroporto Pociūnai).